# 23
23（二十三、廿三、にじゅうさん、はたみ、はたちあまりみつ）は自然数、また整数において、22の次24の前の整数である。 英語の序数詞では、23rd、twenty-thirdとなる。

## 性質
- 23は9番目の素数である。1つ前は19、次は29。
  - 双子素数でない奇素数のうち最小の数である。次は37。ただし偶数でも可としたとき1つ前は2。(オンライン整数列大辞典の数列 A007510)
  - 約数の和は24。
- 5番目のソフィー・ジェルマン素数である。1つ前は11、次は29。
  - 24n − 1 型のもので最小である。次は383。
- 4番目の安全素数である。1つ前は11、次は47。
  - 8n − 5 型のもので2番目である。1つ前は7、次は167。
  - ソフィー・ジェルマン素数かつ安全素数である3番目の素数である。1つ前は11、次は83。(オンライン整数列大辞典の数列 A59455)
  - 23番目の素数は83であり、83もソフィー・ジェルマン素数かつ安全素数である。
- 23 = 23 + 0 × ω (ωは1の虚立方根)
  - a + 0 × ω (a > 0) で表される5番目のアイゼンシュタイン素数である。1つ前は17、次は29。
- 23 = 23 + 0 × i (iは虚数単位)
  - a + 0 × i (a > 0) で表される5番目のガウス素数である。1つ前は19、次は31。
  - ガウス素数かつアイゼンシュタイン素数である2番目の素数。1つ前は11、次は47。
- 23 = 4! − 1 より n! − 1 の形の2番目の階乗素数である。1つ前は7、次は719。(オンライン整数列大辞典の数列 A055490)
- 2番目の 8n − 1 型の素数である。この類の素数は x2 − 2y2 と表せるが、23 = 52 − 2 × 12 である。1つ前は7、次は31。
- 最小の素な素数である。次は31である。
- 連続した素数の和 (5 + 7 + 11) で表せる素数である（合成素数）。
  - 3連続素数和とみたとき1つ前は15、次は31。
    - 3連続素数和が素数になる最小の数である。次は31。
- 2 と 3 を使った最小の素数である。次は223。ただし単独使用を可とするなら1つ前は3。(オンライン整数列大辞典の数列 A020458)
- 23…3 の形の最小の素数である。次は233。(オンライン整数列大辞典の数列 A093672)
  - 23, 233, 2333, 23333はいずれも素数である。
- 2…23 の形の最小の素数である。次は223。(オンライン整数列大辞典の数列 A093162)
- 23 = 24 + 7
  - n = 4 のときの 2n + 7 の値とみたとき1つ前は15、次は39。(オンライン整数列大辞典の数列 A168415)
    - 2n + 7 の形の2番目の素数である。1つ前は11、次は71。(オンライン整数列大辞典の数列 A104066)
- 1/23 = 0.0434782608695652173913… (下線部は循環節で長さは22)
  - 循環節が n − 1 (全ての余りを巡回する)である4番目の素数である。1つ前は19、次は29。
  - 前の 17, 19と次の29も該当するため、連続する4つ以上の素数が循環節が n − 1 となる最初の組み合わせとなる。次は487,491,499,503,509(5連続)である。(オンライン整数列大辞典の数列 A001913)
  - 逆数が循環小数になる数で循環節が22になる最小の数である。次は46。
  - 循環節が n になる最小の数である。1つ前の21は43、次の23は11111111111111111111111。(オンライン整数列大辞典の数列 A003060)
- 十進法におけるレピュニット R23 = 11,111,111,111,111,111,111,111 は 3番目に小さなレピュニット素数である。1つ前のレピュニット素数は R19、次は R317。
- 23! = 25852016738884976640000 は23桁の数である。
- ウェアリングの問題で9個の立方数が必要な最小数である。つまり、8個以下の和では表せないともいえる。
23 = 13 + 13 + 13 + 13 + 13 + 13 + 13 + 23 + 23
  - 立方数が9個必要なのは他に239しかない。
- 23人の中に同じ誕生日を持つ複数人の組が少なくとも1組できる確率は {\displaystyle 1-{\frac {{}_{365}\mathrm {P} _{23}}{365^{23}}}=0.507297\cdots } であり 1/2 より大きくなる。(誕生日のパラドックスを参照)
- 各位の和が23になるハーシャッド数の最小は1679、10000までに20個ある。
- 異なる平方数の和で表せない31個の数の中で13番目の数である。1つ前は22、次は24。
- 各位の平方和が13になる最小の数である。次は32。(オンライン整数列大辞典の数列 A003132)
  - 各位の平方和が n になる最小の数である。1つ前の12は222、次の14は123。(オンライン整数列大辞典の数列 A055016)
- 各位の立方和が35になる最小の数である。次は32。(オンライン整数列大辞典の数列 A055012)
  - 各位の立方和が n になる最小の数である。1つ前の34は112222、次の36は123。(オンライン整数列大辞典の数列 A165370)
- 各位の積が6になる3番目の数である。1つ前は16、次は32。(オンライン整数列大辞典の数列 A199988)
  - 各位の積が6になる数で最小の素数である。次は61。(オンライン整数列大辞典の数列 A107692)
- 2つの連続自然数を昇順に並べてできる2番目の数である。1つ前は12、次は34。(オンライン整数列大辞典の数列 A001704)
  - 2つの連続する素数を昇順に並べてできる2番目の数である。1つ前は2、次は235。
  - 2つの連続する数を昇順に並べてできる最小の素数である。次は67。(オンライン整数列大辞典の数列 A030458)
    - n 個(n ≧ 2)の連続する数を昇順に並べてできる最小の素数とみたとき、次は4個の4567。(オンライン整数列大辞典の数列 A052077)

  - 2つの連続する素数を昇順に並べできる最小の数である。次は35。
  - 2つの連続する素数を昇順に並べてできる最小の素数である。次は3137。(オンライン整数列大辞典の数列 A030461)
    - n 個(n ≧ 2)の連続する素数を昇順に並べてできる最小の素数とみたとき、次は5711。(オンライン整数列大辞典の数列 A030997)

  - 2からの連続整数を昇順に並べてできる2番目の素数である。1つ前は2、次は23456789。(オンライン整数列大辞典の数列 A089987)
    - ただし1つ前の2は単独の素数なので、2つ以上の数とみたとき最小である。
    - n からの連続整数を昇順に並べてできる最小の素数とみたとき1つ前の1からはなし、次の3からは345678910111213141516171819。(オンライン整数列大辞典の数列 A140793)

  - 連続素数を昇順に並べてできる最小の素数である。次は2357。(オンライン整数列大辞典の数列 A069151)
- 23 = 3 × 23 − 1
  - 3番目のウッダル数である。1つ前は7、次は63。(オンライン整数列大辞典の数列 A003261)
  - 2番目のウッダル素数である。1つ前は7、次は383。(オンライン整数列大辞典の数列 A050918)
- 23 = 52 − 2
  - n = 2 のときの 5n − n の値とみたとき1つ前は4、次は122。(オンライン整数列大辞典の数列 A024050)
    - 5n − n の形の最小の素数である。次は15619。(オンライン整数列大辞典の数列 A273940)
- 23 = {\displaystyle \sum _{k=1}^{3}(k^{2}+k+1)}
  - n = 3 のときの {\displaystyle \sum _{k=1}^{n}(k^{2}+k+1)} の値とみたとき1つ前は10、次は44。(オンライン整数列大辞典の数列 A145069)
- 各位の和が5になる3番目の数である。1つ前は14、次は32。
  - 各位の和が5になる数で2番目の素数である。1つ前は5、次は41。(オンライン整数列大辞典の数列 A062341)
  - 各位の和が素数になる素数で、自身を作る数すべてが素数になる5番目の数である。1つ前は7、次は223。(オンライン整数列大辞典の数列 A062088)

## その他 23 に関すること
- 西暦23年
- 紀元前23年
- 原子番号 23 の元素はバナジウム (V) である。
- JIS X 0401、ISO 3166-2:JPの都道府県コードの「23」は愛知県。
- ヒトの生殖細胞に含まれる染色体は 23本である。またヒトは23対の染色体を細胞核内に持つ。
- ヒルベルトが第2回国際数学者会議において提示した問題の数。ヒルベルトの23の問題を参照。
- ラテン語は23個の文字で構成されている。
- 西洋では、23 は 13 と同様に凶兆を表す数字であると、アレイスター・クロウリーやウィリアム・S・バロウズがその著書で主張している。（→23エニグマ）
- 東京都区部（旧東京市）には、23個の特別区が設置されている。この23個をまとめて「東京23区」と呼ぶことがある。
- 年始から数えて23日目は1月23日。
- バスケットボール (NBA) のマイケル・ジョーダンの背番号（シカゴ・ブルズ、マイアミ・ヒートで永久欠番）。
- 日本プロ野球・阪神タイガースでは、背番号23は吉田義男内野手の永久欠番となっている。
- サッカー・FIFAワールドカップにおける1チームの登録可能人数は23人（2002年日韓大会より）。
- 第23代天皇は顕宗天皇である。
- 日本の第23代内閣総理大臣は清浦奎吾である。
- 大相撲の第23代横綱は大木戸森右エ門である。
- アメリカ合衆国第23代大統領はベンジャミン・ハリソンである。
- 第23代殷王は祖庚である。
- 第23代周王は霊王である。
- 第23代ローマ教皇はステファヌス1世（在位：254年 - 257年8月2日）である。
- 易占の六十四卦で第23番目の卦は、山地剥。
- クルアーンにおける第23番目のスーラは信者たちである。
- 安達二十三は日本の陸軍中将で、第二次世界大戦の東部ニューギニア戦線で指揮を執った。名前の由来は生年が明治23年であったことから。二十三の兄に陸軍少将安達十六と陸軍中将安達十九がおり、命名の由来も同様である。
- TCP/IP では Telnetプロトコルのデフォルトのポート番号。
- RYTHEM のアルバム「23」。
- 23 (DIMENSIONのアルバム)
- 日産自動車がレース活動をする場合（SUPER GTなど）、自チームの車両のカーナンバー（ゼッケン）を「23」にすることが多い。これは、「にっさん」と「23」を掛け合わせていて、縁起の良い数字で事故などが起こらず無事に勝利できることを願っていることから。
  - レース活動に限らず、日産では「23」が至る所で使われている。電話番号が「23」で終わる販売店があるほか、日産レンタカーには「23ボーナスクラブ」なる個人会員制度がある。
- 2007年の米国映画「ナンバー23（原題：The Number 23）」において、ジム・キャリーが演じる主人公が23という数字に翻弄されていく姿が描かれている。その映画の中では、23について、以下のような薀蓄が語られている。（監督はジョエル・シュマッカーで、これが彼の23作目の映画）
- news23 - JNN系列の報道番組。23時（午後11時）に番組が開始することから。
- 芥川龍之介の小説『河童』において、主人公は第二十三号と呼ばれる。

## 符号位置
| 記号 | Unicode | JIS X 0213 | 文字参照          | 名称                       |
| ---- | ------- | ---------- | ----------------- | -------------------------- |
| ㉓   | U+3253  | 1-8-35     | &#x3253; &#12883; | CIRCLED DIGIT TWENTY THREE |